# マンザナールよさらば
『マンザナールよさらば』（原題：英語: Farewell to Manzanar）または『マンザナーよさらば』は、ジャンヌ・ヒューストンとジェームズ・ヒューストンが1973年に出版した回想録である。第二次世界大戦におけるアメリカ合衆国による日系人の強制収容により、マンザナー強制収容所に移されたジャンヌとその家族の収容前、収容中、収容後の体験を綴ったもので、1976年にユキ・シモダ、ノブ・マッカーシー、ジェームズ・サイトウ、パット・モリタ、マコ岩松が出演し、テレビ映画化された。

## 概要
日系二世である当時7歳のジャンヌとその家族は、カリフォルニア州サンタモニカのオーシャンパークに住んでいた。日本海軍による真珠湾攻撃の後、当時2隻のボートを所有していた漁師の父がFBIに逮捕され、一家はターミナル島への移住を強制され、その後マンザナー強制収容所に収容される。
当時、マンザナー強制収容所では、日系アメリカ人と移民である両親計11,070人が、法律によりアメリカ市民になることを禁じられており、強制収容されていた。本書では、収容中の経験や戦後のジャンヌ一家にまつわる出来事が綴られている。
ジャンヌの父、コウ・ワカツキは、日本からハワイのホノルルに移住し、その後アイダホ州に移住して妻とともに日本の家族を捨てた。コウは頑固でプライドが高く、孤独に耐えられず、酒を飲み、家族を罵倒した。兄のウディは、家族を守るため、米軍に入隊し、入隊後太平洋戦争でコウのハワイへの旅費を支援した叔母トヨを訪ねる。その後、ウディは一家の男として、収容中の一家を率いていく。
1941年12月7日、ジャンヌはサンペドロ港でコウのイワシ船団に別れを告げる。船団が戻ってくる頃には、日本軍がハワイの真珠湾を爆撃した（真珠湾攻撃）という知らせが一家に入る。父は日本の国旗と身分証明を燃やすが、FBIに逮捕され、一家はターミナル島の日本人ゲットー、そして当時唯一日本人や他の有色人種を差別する住宅制限がなかったロサンゼルスのボイル・ハイツに移住する。1942年2月19日、ルーズベルト大統領は大統領令9066号に署名し、国家の安全保障を脅かす可能性のあると判断された者を移住させる権限を陸軍長官と軍に与えた。その1ヵ月後、政府は一家に、ロサンゼルスから225マイル北東の砂漠に位置するマンザナー強制収容所への移住を命じた。
収容所で家族は、窮屈な生活環境、粗末な食事、未完成の宿舎、あらゆる隙間や節穴から吹き込んでくる埃を目の当たりにする。防寒着も十分に用意されず、予防接種による病気や状態の悪い食事で体調を崩す人も多く、仕切りのないトイレなどといった不潔な状況に直面する。このような状況で一家は食堂で一緒に食事を摂ることをやめ始め、家族の崩壊が始まった。家族から見放されたジャンヌは、収容所の仲間に興味を持ち、2人の修道女のもとで宗教について勉強をするが、苦しむ聖人を想像してジャンヌが日射病になったことから、コウはジャンヌにやめるように言った。
逮捕されたコウは、1年後、フォート・リンカーン収容所から戻ってきた。一家がどう迎えればいいのか困惑する中、ジャンヌだけが素直に彼を迎え入れた。ジャンヌは、侍の社会的地位の低下に抗議して武家を出家したコウを尊敬しており、ジャンヌの母への求愛など、父の振る舞いを好意的に記憶していた。しかし、収容所で起こった尋問官がコウをスパイの罪で告発した出来事により、コウはまた暴力と酒に溺れ、ジャンヌの母を殴りそうになり、ジャンヌの末弟であるキヨは父親の顔を殴った。
この事件の結果、収容所で政府に協力したと疑われた男を殴った3人の男が逮捕される12月暴動が勃発した。暴徒は「（合衆国の）犬」（裏切り者の意）を探して収容所内を徘徊し、暴動を止めようとした憲兵隊は、暴徒に発砲し、日系人2人を殺害、10人に怪我を負わせた。その夜、憲兵隊がジャンヌの義兄であるカズとその仲間に声をかけ、破壊工作をしたと処分した。食堂の鐘が、死者2名への追悼の意を込めて翌日の正午まで鳴らされた。
合衆国政府は、政府に忠実な日本人とそうでない日本人とを区別するために、忠誠の誓いを要求した。忠誠の誓いに「ノー」と答えれば強制送還、「イエス」と答えれば徴兵という結果になる中、コウは「イエス」と答え、自分を「犬」と呼んだ男に襲いかかった。
しかしその夜、ジェンヌはアメリカ合衆国に対する忠誠の誓いを行ったコウが日本の国歌であり、石が長い年月耐えることを歌った君が代を歌うのを耳にした。
暴動の後、収容所は落ち着き、一家は梨園の近くのより良い宿舎に移り、コウは家庭菜園を始めた。学校が開校し、収容所外への短期間の旅行が許され、長兄のビルは「Jive Bombers」というダンスバンドを結成するなど、収容所は典型的なアメリカの町の様相を呈し始めた。
ジャンヌは収容所内を探索し、日本やアメリカの様々な趣味を試した後、バトントワリングを始める。宗教の勉強を再開し、洗礼を受けようとしたとき、コウがこれに介入した。ジャンヌはコウと距離を置くようになるが、孫の誕生を機に両親の仲はかつてないほど親密になる。
1944年末、マンザナー強制収容所の収容人数は減少した。男は徴兵され、その家族は政府の新しい政策による西海岸からの移住に便乗していく。ウディは徴兵され、コウの反対を押し切り、二世だけの第442戦闘連隊に入隊した。入隊後、ウディは父の実家である広島を訪れた。父の叔母であるトヨに会い、父について様座なことを知る。12月、連邦最高裁が収容政策の違法性を認め、陸軍省は収容所閉鎖の準備を進めた。残された収容者は、自由になった後を恐れて出発を先延ばしにしていたが、やがて退去を命じられた。コウは一家でロングビーチに移住するため、壊れた青いセダンを購入した。
一家はロングビーチの公営住宅「カブリヨ・ホームズ」に移住した。ジャンヌはアメリカ人の日本人に対しての恨みを心配していたが、そのような気配はほとんどない。しかし、6年生になった初日、同じクラスのカブリヨ・ホームズに住むラディンが、ジャンヌが英語を話せることに驚き、ジャンヌは、偏見が必ずしも直接的なもののみではないことを悟るようになる。その後、ジャンヌとラディンは親しくなるが、高校生になると、ラディンの様々な成功による些細な偏見によって、二人の仲は遠ざかってしまう。この経験により、ジャンヌは自室に閉じこもるようになり、学校を退学してしまう。
1972年4月、ジャンヌは夫のジェームズと3人の子供を連れてマンザナールを再訪した。ジャンヌは何年もの間、収容所を自らが妄想したものであると思っており、収容所が実在したことを思い出す必要があった。廃墟を歩くと、収容所の風景が蘇り、11歳の娘を見て、ジャンヌは自分の人生がこのキャンプで始まり、父の人生がここで終わったことを思い出すのだった。

## 出版
本作は、全米で学校や大学の教材として定番となっている。第二次世界大戦中、アメリカの強制収容所に閉じ込められた日系アメリカ人の体験についてカリフォルニア州民に対して歴史教育をするため、2002年に本書と映画、学習ガイドとビデオ教材をセットにしたキットを州内の公立小中学校約8500校と公立図書館1500館に配布された。
2011年10月7日、全米日系人博物館は、1976年にNBCが制作したジョン・コーティ監督の本作の映画に関する権利交渉を行ったことを発表し、JANMから映画を購入できるようになった。